# Saint-Clair-sur-l'Elle
Saint-Clair-sur-l'Elle é uma comuna francesa na região administrativa da Normandia, no departamento Mancha. Estende-se por uma área de 7,97 km². Em 2010 a comuna tinha 976 habitantes (densidade: 122,5 hab./km²).